# Hopplösa typer
Hopplösa typer (även Hemma bra men borta bäst, originaltitel Men Behaving Badly) är en brittisk sitcom i 42 avsnitt fördelade på sex säsonger åren 1992–1998, producerad av Hartswood Films och Thames Television för ITV och BBC One. Producent var Beryl Vertue och manuset skrevs av Simon Nye. 
Serien följer Gary Strang och hans inneboende Tony Smart. I den första säsongen är det Dermot Povey som delar lägenhet med Gary. Grabbarna tycker bäst om att dricka öl i tv-soffan och snacka om kvinnor. Deras överseende bättre hälfter Dorothy och Deborah försöker styra med järnhand, och drar oftast det längsta strået i de ständiga konflikterna.

## Rollista i urval
- Neil Morrissey – Tony Smart
- Martin Clunes – Gary Strang
- Leslie Ash – Deborah Burton
- Caroline Quentin – Dorothy Bishop
- Harry Enfield – Dermot Povey